# Holoaden pholeter
Holoaden pholeter är en groddjursart som beskrevs av Pombal, Siqueira, Dorigo, Vrcibradic och Rocha 2008. Holoaden pholeter ingår i släktet Holoaden och familjen Strabomantidae. IUCN kategoriserar arten globalt som otillräckligt studerad. Inga underarter finns listade i Catalogue of Life.